# Daniela Liberadzka
Daniela Teresa Liberadzka (ur. 23 listopada 1935 w Cieszkowie Starym) – polska działaczka polityczna, posłanka na Sejm PRL VI i VII kadencji (1972–1980). 

## Życiorys
Z wykształcenia pedagog (w 1968 skończyła Uniwersytet Warszawski). Była kierownikiem Zasadniczej Szkoły Zawodowej Specjalnej i Podstawowej Szkoły Specjalnej w Płońsku. W latach 1948–1955 działała w ZHP, w okresie 1951–1955 była członkinią i działaczką szkolną ZMP, a od 1954 do 1955 członkinią Zarządu Powiatowego ZMP w Bytowie. W latach 1957–1959 współorganizowała ZMW i należała do koła wiejskiego w Strącznie. W okresie 1956–1966 sekretarz Gromadzkiego Komitetu FJN, a od 1969 członkini prezydium PK FJN. Od 1958 była członkinią i działaczką ZNP. W latach 1958–1960 zasiadała w Komisji Rewizyjnej Zarządu Oddziału ZNP. W okresie 1959–1966 była skarbnikiem Zarządu Ogniska. Później sprawowała funkcje sekretarza Ogniska i przewodniczącej Komisji Rewizyjnej. Została pierwszym dyrektorem utworzonej w 1968 Szkoły Podstawowej Specjalnej w Płońsku.
W 1960 wstąpiła do ZSL i została członkinią Gminnego Komitetu ZSL i Komisji Kobiet przy Powiatowym Komitecie ZSL, pełniąc te funkcje do 1966, kiedy zasiadła w Komisji Kultury i Oświaty PK ZSL. Od 1971 była członkinią PK ZSL w Płońsku. Jako reprezentantka ZSL obejmowała w latach 1972 i 1976 mandat posłanki na Sejm VI i VII kadencji z okręgu Ciechanów. W obu kadencjach zasiadała w Komisjach Prac Ustawodawczych oraz Pracy i Spraw Socjalnych. Po odejściu z Sejmu była m.in. przewodniczącą Wojewódzkiej Rady Narodowej w Ciechanowie.
Po 1990 nadal aktywna w działalności publicznej, m.in. jako przewodnicząca Rady Nadzorczej Spółdzielni Mieszkaniowej w Płońsku.